# Moczarnik północny
Moczarnik północny (Mictomys borealis) – gatunek ssaka z podrodziny karczowników (Arvicolinae) w obrębie rodziny chomikowatych (Cricetidae).

## Zasięg występowania
Moczarnik północny występuje w Ameryce Północnej zamieszkując w zależności od podgatunku:
- M. borealis borealis – Terytoria Północno-Zachodnie, skrajnie zachodnio-południowy Nunavut, północno-wschodnia Kolumbia Brytyjska, północna i środkowa Alberta, zachodni Saskatchewan i północna Manitoba, Kanada.
- M. borealis artemisiae – skrajna południowo-środkowa Kolumbia Brytyjska, Kanada.
- M. borealis chapmani – południowo-wschodnia Kolumbia Brytyjska i południowo-zachodnia Alberta, Kanada oraz północno-wschodni Waszyngton, północne Idaho i północno-zachodnia Montana, Stany Zjednoczone.
- M. borealis dalli – środkowa, południowo-środkowa i południowo-zachodnia Alaska, Stany Zjednoczone oraz Jukon i północna i środkowa Kolumbia Brytyjska, Kanada.
- M. borealis innuitus – północny Quebec, Kanada.
- M. borealis medioximus – północno-wschodni Quebec i Labrador, Kanada.
- M. borealis smithi – północne i środkowo-wschodnie Saskatchewan, większa część Manitoby i północne Ontario, Kanada oraz północno-wschodnia Dakota Północna i północno-zachodnia Minnesota, Stany Zjednoczone.
- M. borealis sphagnicola – południowo-wschodni Quebec i Nowy Brunszwik, Kanada oraz Maine i New Hampshire, Stany Zjednoczone.
- M. borealis truei – południowo-wschodnia Alaska, wybrzeże Kolumbii Brytyjskiej i północno-zachodni Waszyngton.

## Taksonomia
Gatunek po raz pierwszy zgodnie z zasadami nazewnictwa binominalnego opisał w 1828 roki szkocki przyrodnik John Richardson nadając mu nazwę Arvicola borealis. Holotyp pochodził z Wielkiego Jeziora Niedźwiedziego, w dystrykcie Mackenzie, w Kanadzie. 
Mictomys borealis zazwyczaj umieszczany jest w rodzaju Synaptomys w randze podrodzaju, jednak analizy z 2023 roku wykazały że Mictomys jest odrębnym rodzajem. Zapisy z plejstocenu umiejscawiają gatunek w Wielkiej Kotlinie, daleko na południe od jego obecnego zasięgu. Autorzy Illustrated Checklist of the Mammals of the World rozpoznają dziewięć podgatunków.

### Etymologia
- Mictomys: gr. μικτος miktos ‘mieszany’, od μιγνυμι mignumi ‘mieszać’; μυς mus, μυος muos ‘mysz’[18].
- borealis: łac. borealis ‘północny’, od boreas ‘północny wiatr, półno’, od gr. βορεας boreas ‘północny wiatr, północ’[19].
- artemisiae: botaniczny rodzaj Artemisia Linnaeus, 1763 (bylica), od Artemidy (gr. Ἄρτεμις Artemis, łac. Diana), w greckiej bogini łowów, zwierząt, lasów, gór i roślinności[20][19].
- chapmani: Frank Michler Chapman (1864–1945), amerykański ornitolog, kurator działu ornitologii w Amerykańskim Muzeum Historii Naturalnej w latach 1908–1942, kolekcjoner[9][21].
- dalli: William Healey Dall (1845–1927), amerykański przyrodnik[3][22].
- innuitus: łac. innuitus ‘kiwanie głową’, od innuo ‘kiwać’[23].
- medioximus: łac. medioximus ‘pośrodku, bardzo środkowy’, forma wyższa od medius ‘środkowy’[6][19].
- smithi: ppor. Ronald Ward Smith (1913–1944), Royal Air Force, kanadyjski zoolog, kolekcjoner[11].
- sphagnicola: późnołac. sphagnos ‘mech’, od gr. σφαγνος sphagnos ‘pachnąca szałwia’[24]; -cola ‘mieszkaniec’, od colere ‘mieszkać’[25].
- truei: Frederick William True (1858–1914), amerykański biolog, główny kurator Wydziału Biologii w United States National Museum (obecnie Narodowe Muzeum Historii Naturalnej)[4][26].

## Morfologia
Długość ciała (bez ogona) 93–113 mm, długość ogona 17–27 mm; masa ciała 27–35 g. 

## Biologia
Zamieszkuje wilgotne tereny porośnięte turzycami i innymi trawami, które zapewniają gryzoniom schronienie i pożywienie; preferuje łąki i torfowiska, a także tundrę. Jeden podgatunek nietypowo zamieszkuje tereny porośnięte bylicą w południowej Kolumbii Brytyjskiej. W chłodniejszej epoce plejstocenu gryzonie te występowały także w Wielkiej Kotlinie, daleko na południe od współczesnego zasięgu.
Zwierzęta te są aktywne przez cały rok. Okres rozrodczy przypada na czas od maja do sierpnia. Ciąża trwa trzy tygodnie, w miocie rodzi się od 2 do 8 młodych (typowo 4). Samica może wydać na świat kilka miotów w ciągu roku, przynajmniej część samic rozmnaża się już w roku urodzenia.

## Populacja
Moczarnik północny jest uznawany za gatunek najmniejszej troski. Chociaż nigdzie nie jest pospolity, to jego zasięg jest bardzo duży, a wymagania środowiskowe stosunkowo niewielkie.